# Lilla Ärtasjön
Lilla Ärtasjön är en sjö i Borås kommun i Västergötland och ingår i Viskans huvudavrinningsområde. Sjön är 11,4 meter djup, har en yta på 0,036 kvadratkilometer och är belägen 170 meter över havet.